# Dom przy Długim Targu 20 w Gdańsku
Dom przy Długim Targu 20 w Gdańsku – kamienica mieszczańska wzniesiona w 1680 r., z fasadą barokową o rzadkim w Gdańsku, bogatym wystroju.
Autorstwo wystroju rzeźbiarskiego przypisywane jest Andreasowi Schlüterowi młodszemu. Wysoka pierwsza kondygnacja, dawniej mieszcząca reprezentacyjną sień, została oblicowana rustyką i podzielona czterema pilastrami, wspartymi na maszkaronowych konsolach. Trzony pilastrów ozdobione są festonami, rzeźbami owoców, a w ich górnej części znajdują się hermy (kariatydy            i atlanci). Na osi środkowej znajduje się portal z eliptyczną archiwoltą i kartuszem podtrzymywanym przez dwa geniusze. Przez drugą i trzecią kondygnację biegną w tzw. wielkim porządku cztery gładkie pilastry o głowicach korynckich. Zwieńczenie fasady stanowi szczyt schodkowy zakończony półkoliście, ozdobiony wolutami, festonami oraz dwoma medalionami z głowami męskimi (niekiedy uważanymi za portrety królów Jana Kazimierza i Jana III Sobieskiego). Na szczycie ustawiona jest metalowa figura orła     z rozpostartymi skrzydłami.
Po zniszczeniu w 1945 r., fasada została zrekonstruowana w l. 1953–54 przy wykorzystaniu zachowanych, autentycznych elementów wystroju rzeźbiarskiego.
Od 1991 roku na parterze znajduje się galeria sztuki Glaza Expo Design.

## Literatura
- Katalog zabytków sztuki, Miasto Gdańsk, część 1: Główne Miasto, Warszawa 2006, ISBN 83-89101-47-5-6.
- J. Friedrich, Gdańskie zabytki architektury do końca XVIII w., Gdańsk 1995, ISBN 83-7017-606-2.